# Димитър Масларов
Димитър Иванов Масларов е български просветен деец и революционер от Македония.

## Биография
Димитър Масларов е роден на 1 ноември 1868 година в Якоруда, тогава в Османската империя. Завършва пети клас и учителства в родното си село в продължение на 4 години. Масларов поддържа връзки с Македонския комитет и взема участие в дейността на организацията. На 10 октомври 1899 година се създава обединено дружество на селата Чепино, Лъджене и Каменица с настоятелство Филип Главеев, председател, Димитър Масларов, подпредседател, Моисей Праматаров, деловодител и Иван Попниколов, касиер.
В 1901 година Масларов е делегат на Осмия македоно-одрински конгрес от Чепинското дружество. Участва в Илинденско-Преображенското въстание от 1903 г. с чепинските чети. От 1912 г. е настоятел на дружество „Куриер“ в Лъджене. Избиран е за общински съветник, председател на кредитната кооперация „Съгласие“ и член на много други културни организации. Оставя спомени.